# Desmodilliscus braueri
Desmodilliscus braueri is een zoogdier uit de familie van de Muridae. De wetenschappelijke naam van de soort werd voor het eerst geldig gepubliceerd door Wettstein in 1916.